# Рио-Гранде (департамент)
Рио-Гранде (исп. Departamento Río Grande) — департамент провинции Огненная Земля, Антарктида и острова Южной Атлантики.

## География
Департамент Рио-Гранде занимает север аргентинской части Исла-Гранде, южнее расположен департамент Ушуая, на западе граничит с чилийской областью Магальянес-и-ла-Антарктика-Чилена. Департаменты Рио-Гранде и Ушуая де-факто контролируются Аргентиной. На другие два департамента Огненной Земли (Аргентинская Антарктика и Острова Южной Атлантики) права Аргентины оспариваются.
Территория департамента Рио-Гранде напоминает прямоугольный треугольник, на севере глубоко в сушу вдаётся залив Сан-Себастьян. Береговая линия менее изрезана чем остальное побережье острова, а местность более равнинная. Климат более сухой и менее ветреный. В административном центре департамента, городе Рио-Гранде, в год выпадает 330 мм осадков, тогда как в Ушуае — более 500 мм.
Высшая точка — гора Корну высотой 1490 м над уровнем моря. Это также высшая точка всей аргентинской части Огненной Земли. По территории департамента протекает большая часть реки Рио-Гранде. Равнинная часть и предгорья покрыты Магеллановыми лесами, равнины частично степные. В южной части расположено Фаньяно, крупнейшее озеро острова. На побережье — колонии морских птиц, а также лежбища морских львов и южноамериканских морских котиков.

## Население
Население — 70 414 человек (2010), большая часть проживает в Рио-Гранде. В Толуине проживает 3 тыс. жителей. Кроме того, в департаменте расположены две небольшие деревни — Радман и Пасо-Сан-Себастьян.

## Важнейшие населенные пункты[2]
| № | Населённый пункт | Населённый пункт (исп.) | Категория | Население чел. (2010) | На карте                        |
| - | ---------------- | ----------------------- | --------- | --------------------- | ------------------------------- |
| 1 | Рио-Гранде       | Río Grande              | город     | 66475                 | 53°47′18″ ю. ш. 67°42′50″ з. д. |
| 2 | Толуин           | Tolhuin                 | город     | 2626                  | 54°30′38″ ю. ш. 67°11′46″ з. д. |